# Sencha
Le sencha (煎茶) est un thé vert japonais dont le nom signifie littéralement « thé infusé ». Le sencha est le thé le plus courant au Japon. Il peut être bu froid durant l'été.

## Production
On situe le début de la production du sencha vers le XVIIIe siècle,. Il est principalement produit au Japon où sa production représentait 80 % de la production totale de thé nippon vers les années 2000. En 2019, la production de sencha est estimée à 80 000 tonnes.
La culture du sencha se fait dans plusieurs zones géographiques, comme Uji, quinze kilomètres au sud de Kyoto, où 70 % de la production de thé vert est consacrée au sencha.
La technique dite « ooishita » consiste à protéger de la lumière les plants de théiers pendant les vingt jours avant la cueillette afin de réduire l'amertume et de développer son goût moelleux. La récolte, souvent mécanisée, se fait entre mai et juin.
Comme la plupart des thés japonais, le Sencha est issu du cultivar Yabukita. 

## Fabrication
Son processus de fabrication repose sur un arrêt de l'oxydation par la vapeur et diffère des thés chinois véritablement grillés, comme le Long Jing. Le sencha est ainsi soumis à un bain de vapeur durant 15 à 45 secondes pour arrêter l'oxydation. Puis les feuilles sont roulées et séchées.
Le goût résultant est plus végétal que les thés chinois, presque un goût d'herbe fraîche ou d'algue. L'infusion, très verte, peut développer une saveur amère.

## Préparation
Pour la dégustation du sencha, il est recommandé d'utiliser entre 3 et 5 grammes par personne, ainsi qu'une eau pure et neutre.
Préparation du thé sencha :
- Température de l'eau : +/- 80 °C.
- Temps d'infusion : 1 min.
- 7 à 8 g par litre.

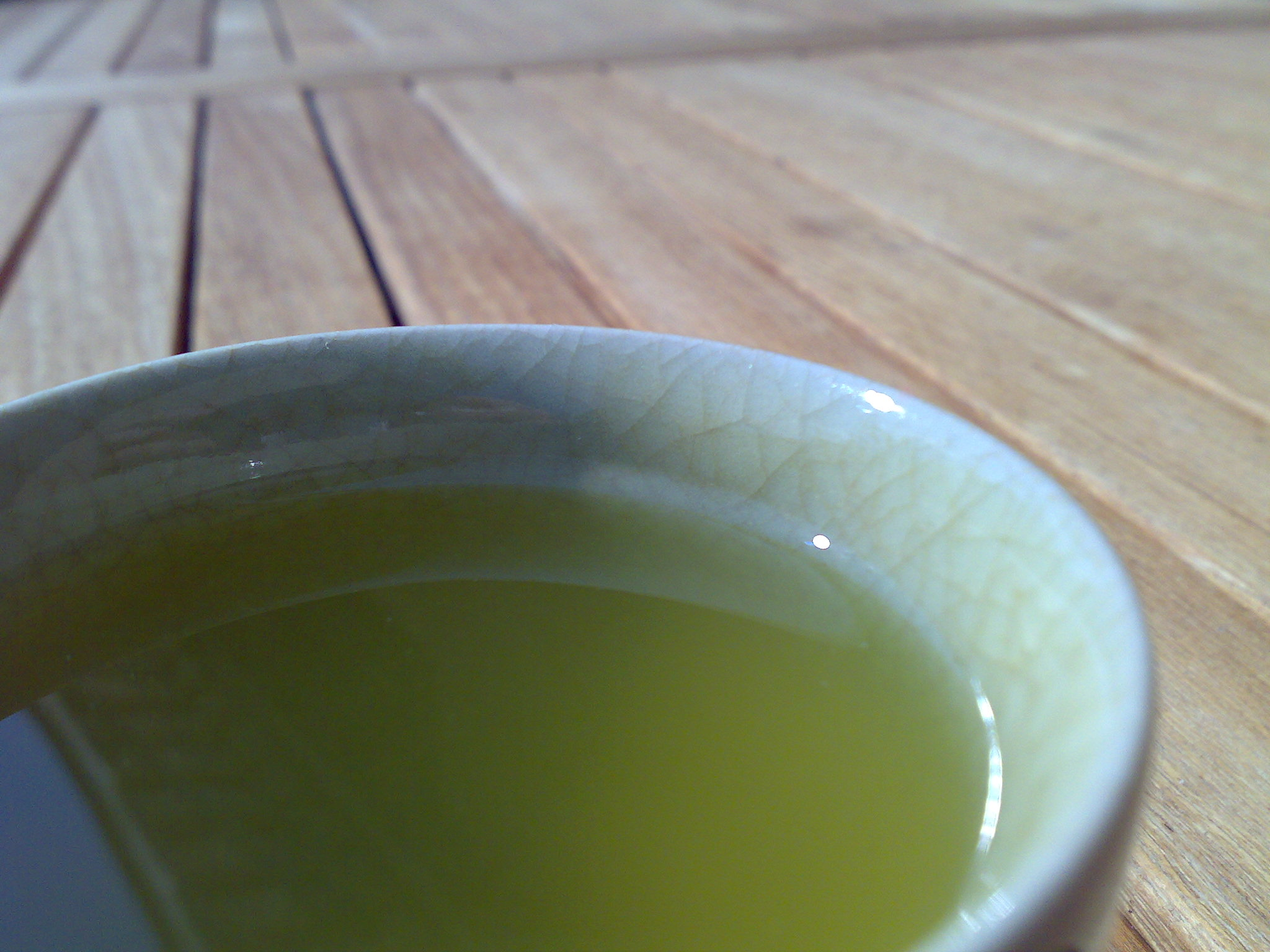
Sencha.
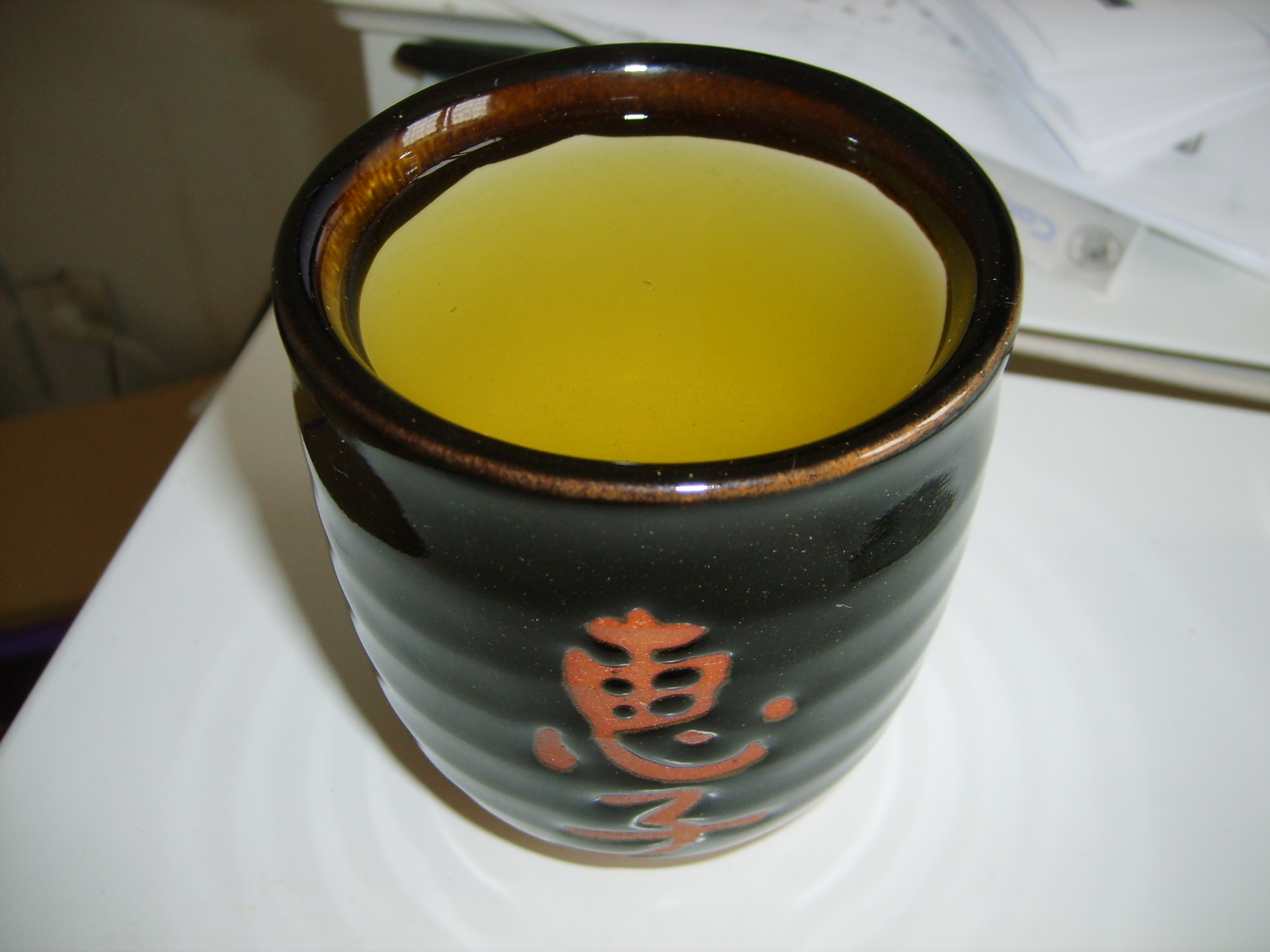
Sencha de très bonne qualité.
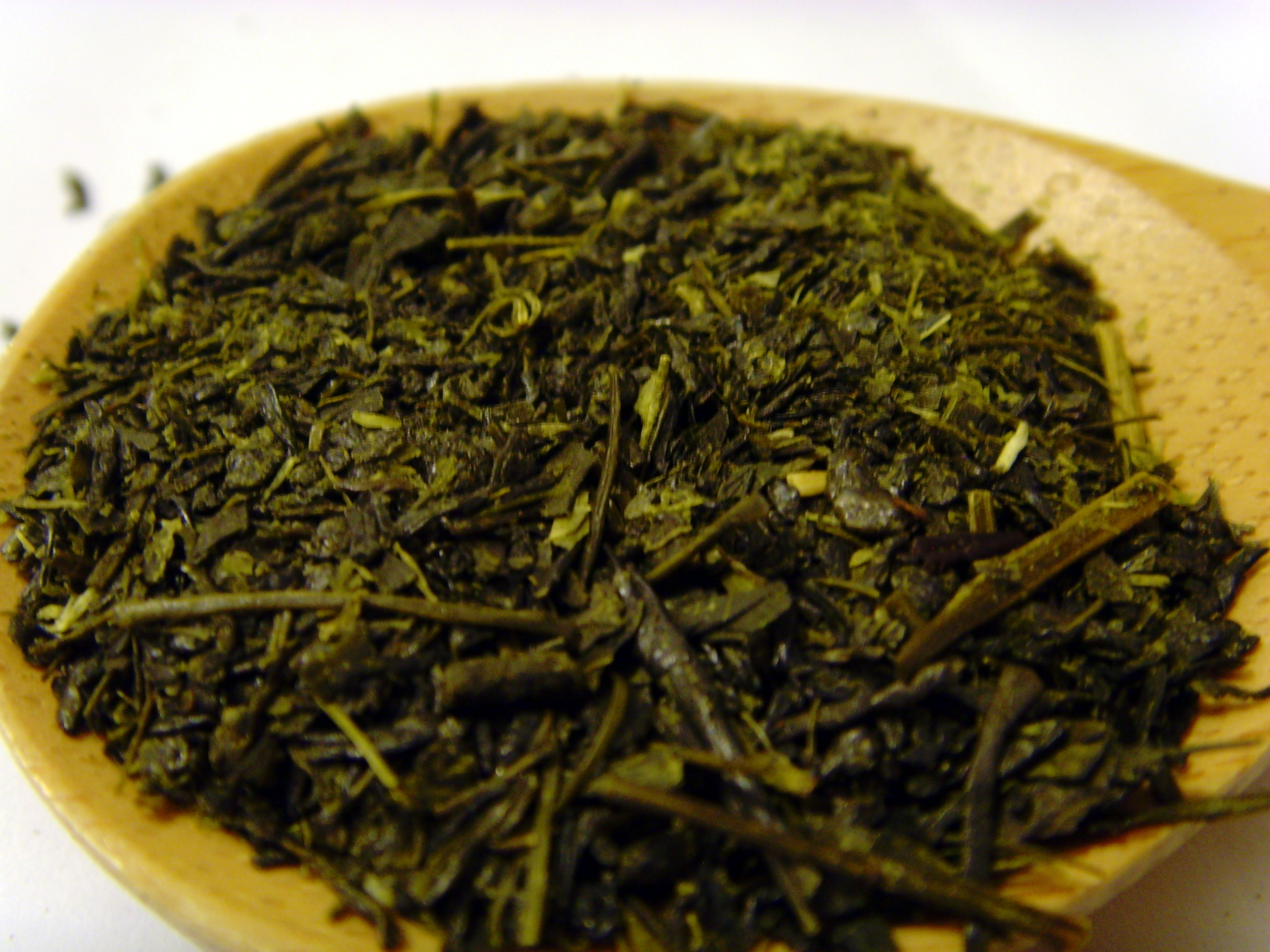
Sencha en feuilles.
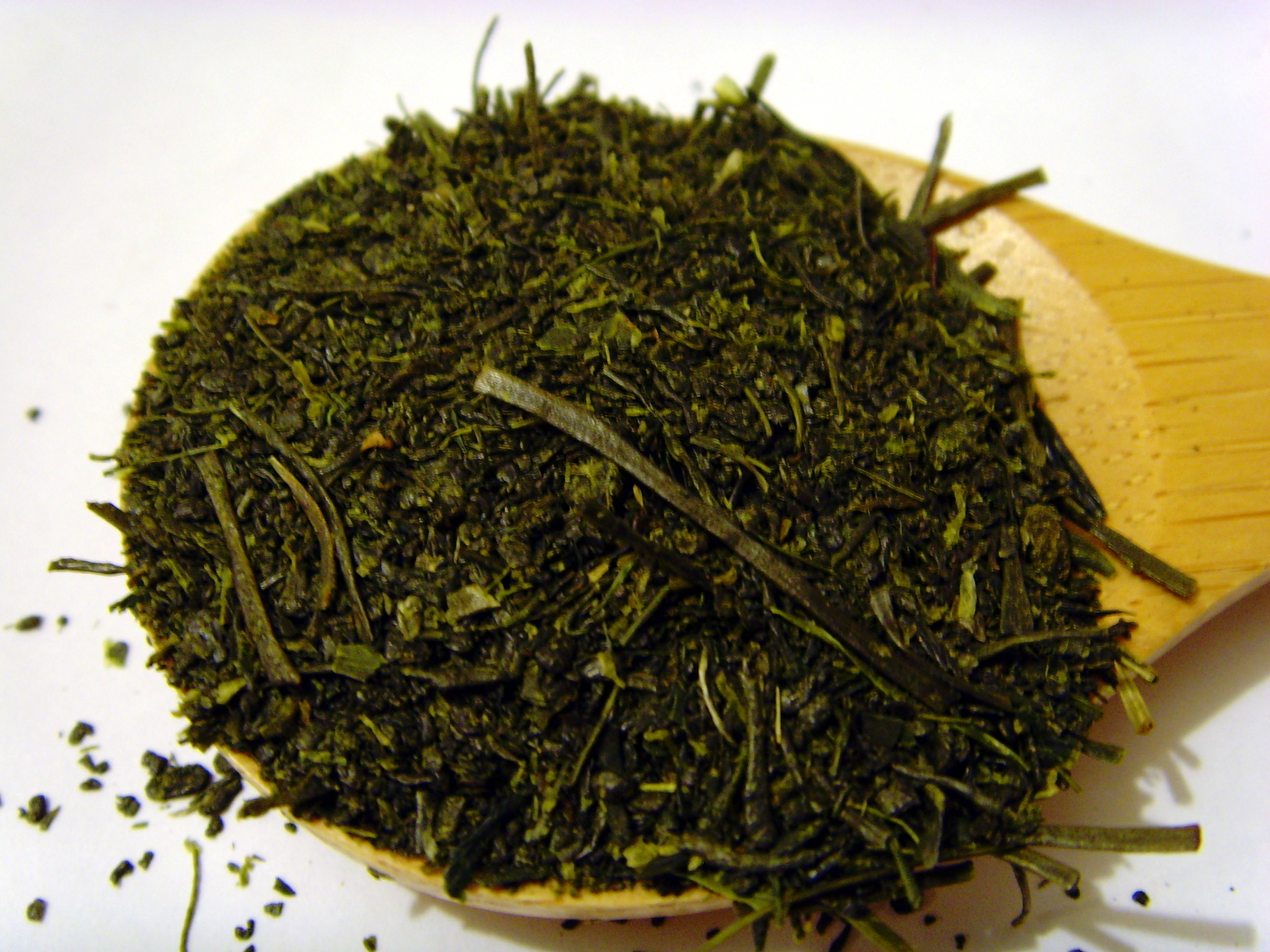
Sencha fumé.
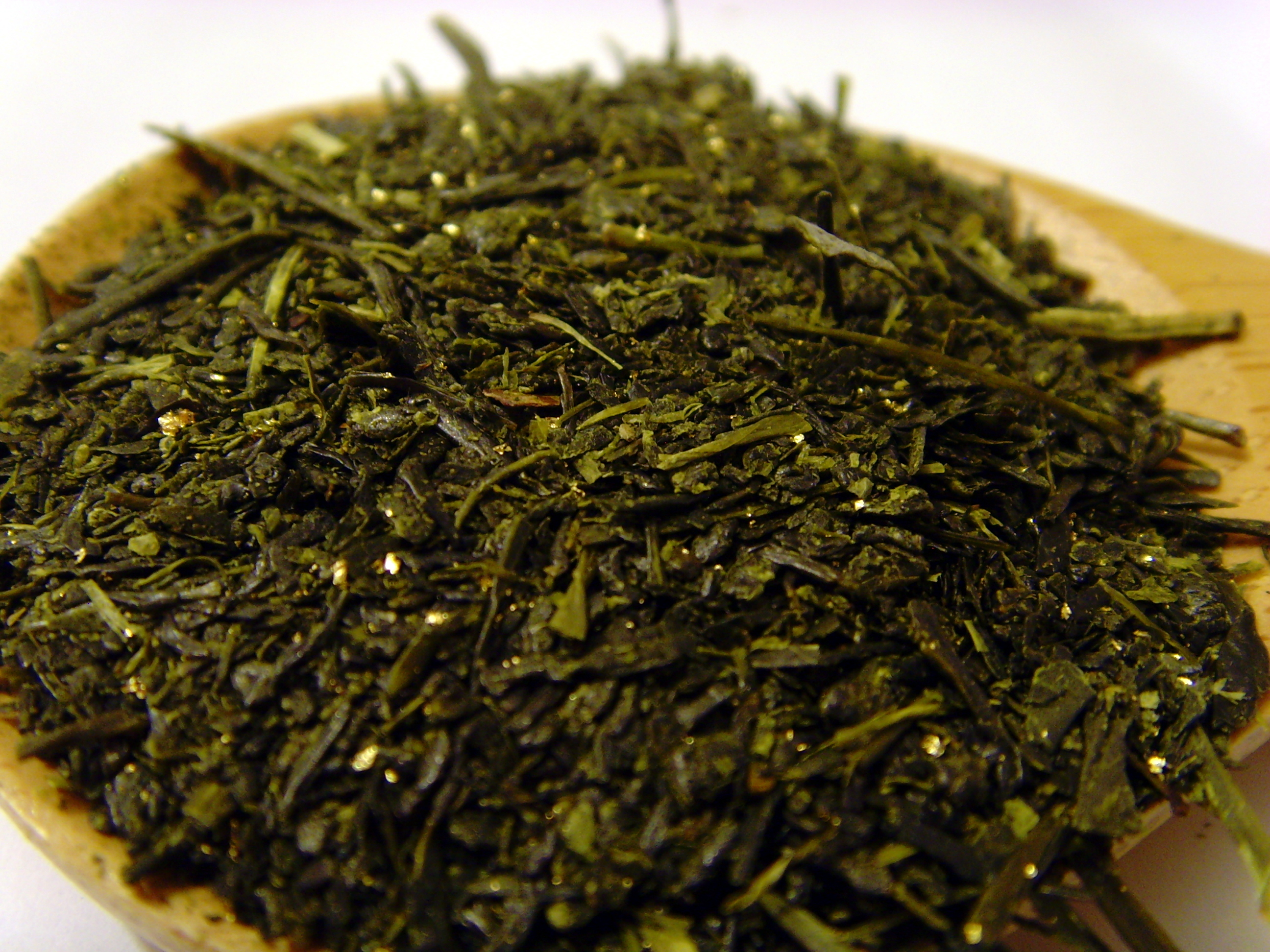
Sencha avec de l'or.

## Santé
On reconnait au thé vert sencha des vertus médicinales. Riche en antioxydants, il entretiendrait le système immunitaire et ralentirait le vieillissement des cellules[réf. nécessaire]. De ce fait, ce thé est l'une des boissons recommandées pour la récupération des sportifs.
Le sencha est entre autres utilisé pour faciliter la digestion et tonifier l'esprit grâce à la théine qu'il contient.
Cela implique que des doses excessives peuvent troubler l'endormissement et causer de l'hypertension. Le thé, de manière générale, a par ailleurs des effets diurétiques.

## Sencha dans la culture

### Consommation en Asie
Le sencha est principalement associé au Japon, où il est le thé vert le plus consommé, car de qualité moyenne donc à un prix accessible. Pendant la période de la contemplation de la floraison des cerisiers, les fleurs sont souvent transformées en gourmandises. Ces dernières sont accompagnées de différentes manières, notamment avec du sencha pendant les cérémonies du thé (principalement à Takayama). Il n'y est jamais sucré.

### En Occident
Les échanges culturels avec les pays occidentaux ont diversifié l'usage du thé sencha, désormais incorporé dans des recettes de pâtisseries et de boissons. Thé prisé du public, le sencha est souvent mis en avant dans les salons.
Très populaire en France, il y a une recherche de l'association de ce thé avec des plats, tout comme le vin.